# Stazione di Canelli
La stazione di Canelli è una stazione ferroviaria della linea Alessandria-Cavallermaggiore al servizio dell'omonimo comune.

## Storia
L'impianto entrò in funzione il 25 febbraio 1865, in concomitanza all'attivazione del tronco Nizza Monferrato-Canelli ed era in origine gestito da Strade Ferrate dello Stato Piemontese.
A seguito della statizzazione delle ferrovie, tra il 1905 e il 1906, la linea in ultimo gestita dalla Società per le Strade Ferrate del Mediterraneo venne incorporata nella rete statale e l'esercizio degli impianti fu assunto dalle Ferrovie dello Stato.
Dal 2000 la gestione dell'intera linea, e con essa quella della stazione di Canelli, passò in carico a Rete Ferroviaria Italiana la quale ai fini commerciali classifica l'impianto nella categoria "Bronze".
La stazione è stata senza traffico dal 17 giugno 2012 al 10 novembre 2018, per effetto della sospensione del servizio sulla linea, sostituito da autobus.
A febbraio 2018 il comune ha progettato un accordo con RFI, per ottenere in comodato d'uso la gestione del fabbricato viaggiatori, da destinare alle associazioni di volontariato e scongiurarne quindi il degrado.
Dopo alcuni mesi di lavori, l'11 novembre 2018 la stazione è stata reinaugurata in occasione della riapertura turistica della tratta Asti-Castagnole Lanze-Nizza Monferrato, con l'arrivo di due treni storici di Fondazione FS Italiane provenienti da Torino Porta Nuova con capolinea proprio Canelli per la 'Fiera del Tartufo'.

## Strutture e impianti
La stazione è dotata di due binari come punto di scambio della linea ferroviaria a binario unico. La maggior parte del traffico è svolto sul primo binario, mentre il binario 2 è utilizzato soltanto in caso d'incroci.
L'impianto dispone anche di uno scalo merci, posto in direzione Castagnole, dotato di due binari tronchi e un deposito locomotori.
La stazione dispone di un fabbricato viaggiatori sviluppato su due piani.

## Movimento
La stazione era servita da treni regionali svolti da Trenitalia fino al 17 giugno 2012, giorno in cui la linea è stata sospesa al traffico per decisione della Regione Piemonte e sostituito da autocorse.
Dal 11 novembre 2018, l'impianto è servito su calendario da treni turistici di Fondazione FS, con relazioni dirette principalmente verso Torino.